# Casa del Agua (cabo Espíchel)
La Casa del Agua se encuentra en el municipio de Cabo Espichel de Sesimbra, parroquia de Castelo, distrito de Setúbal. Fue construido en 1770 por iniciativa del rey  José I, que en ese año fue en peregrinación,   y está integrado en un jardín amurallado para abastecer a los peregrinos. Forma parte del 
Tiene forma hexagonal, cubierta por una cúpula de media naranja terminada con una linterna, rodeada de cimacios, cuñas apilastradas que marcan los seis lados. Está precedida por una escalera de varios tramos.
En el interior, hay una fuente de mármol rocaille, con motivos escultóricos al gusto berniniano, varios bancos de piedra a lo largo de las paredes y restos de una silueta de azulejos con escenas de caza y alusivas a los  cirios.
Todo el conjunto, incluido el antiguo huerto adjunto, fue restaurado por el Ayuntamiento de Sesimbra en 2016-2017.

## El acueducto

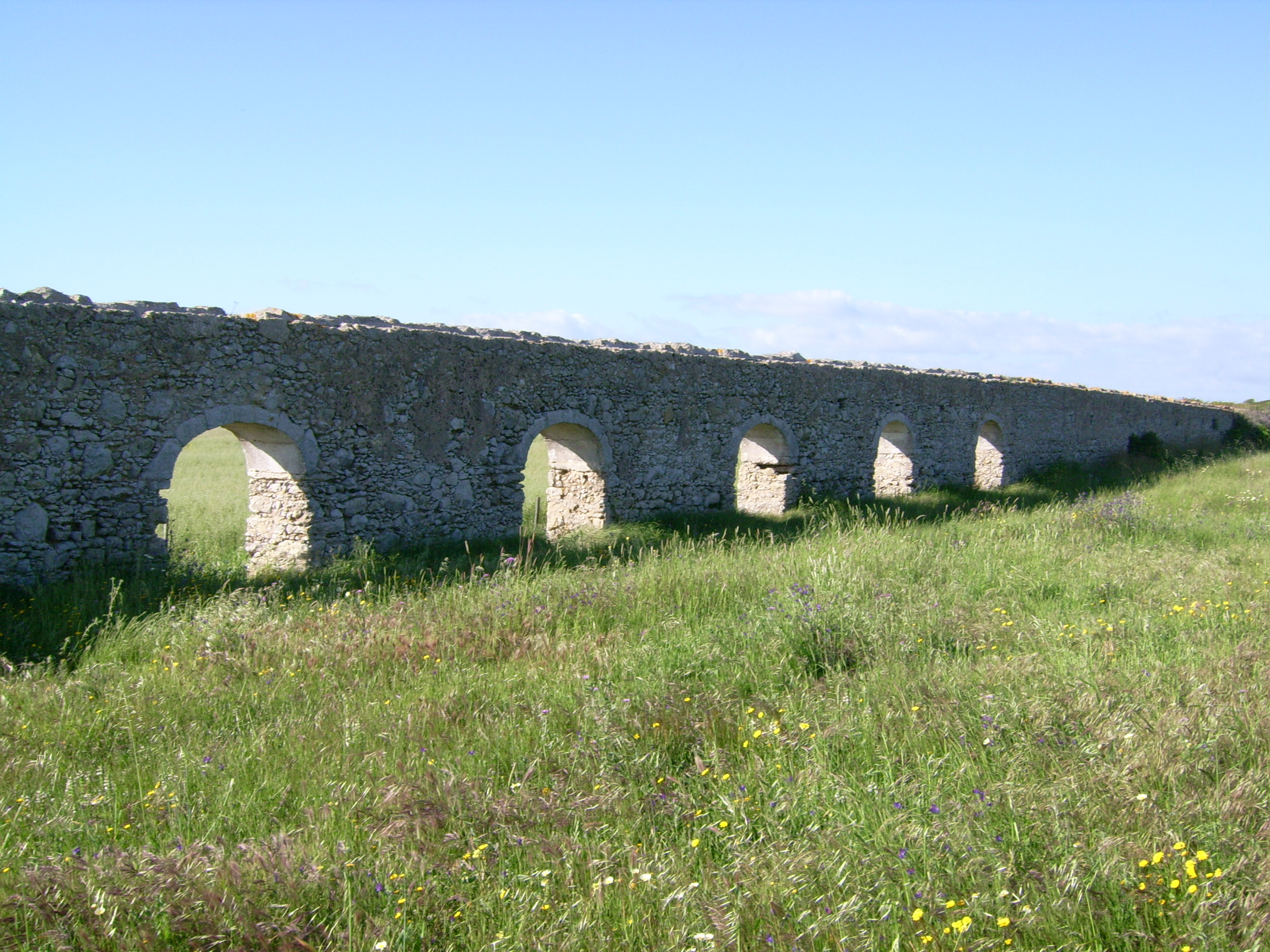
Acueducto que abastece a la Casa da Água

La Casa da Água recibía el agua traída por acueducto desde Azóia, el pueblo más cercano, con una extensión de aproximadamente 2,5 kilómetros. Además de su propia fuente, el acueducto también abastecía a una fuente y dos tanques, uno dentro y otro fuera del jardín amurallado. Cerca de allí también hay dos pozos.